# Bar (cratera)
Bar é uma cratera marciana. Tem como característica 1.9 quilômetros de diâmetro. Deve o seu nome a Bar, uma pequena cidade situada na Ucrânia.